# Oxypoda oblita
Oxypoda oblita är en skalbaggsart som beskrevs av Thomas Casey 1911. Oxypoda oblita ingår i släktet Oxypoda och familjen kortvingar. Inga underarter finns listade i Catalogue of Life.